# 須口站
須口站（日语：／ Sukaguchi eki */?）是位於愛知縣清須市須口站前一丁目，名古屋鐵道（名鐵）的車站。車站編號為NH42。
站內設有新川檢車分區與新川車廠。

## 概要
此站位於前西春日井郡新川町。
此站為名古屋本線與津島線分支車站。此站起往名古屋本線一宮、岐阜方向會向右走，分支的津島線會向左走。此站為整日車站職員配置車站。

## 歷史
現時，車站為「名古屋本線與津島線分支」的構造，在開業當初只是津島線單獨車站，在清洲線開業後成為「津島線與清洲線分支」的構造。在清洲線編入至名岐線，以及新名古屋站開通後，使名古屋至岐阜之間的路段全線開通，枇杷島橋站至須口站之間編入至名岐線。在1948年（昭和23年）東西連接線完成後，名岐線便成為名古屋本線的一部分，直至現在。在車站配線構造中，名古屋至津島方向本來是直線的，在1987年（昭和62年）後成為按方向配線。

### 年表
- 1914年（大正3年）
  - 1月23日 - 名古屋電氣鐵道津島線枇杷島橋站至新津島站間開通，此站啟用。
  - 9月22日 - 名古屋電氣鐵道清洲線此站至清洲站（後來為清洲町站）之間開通，成為轉乘站。
- 1921年（大正10年）7月1日 - 名古屋電氣鐵道的路線轉讓給名古屋鐵道（第一代），成為（第一代）名古屋鐵道車站。
- 1928年（昭和3年）4月10日 - 國府宮支線西清洲站至清洲線丸之内站之間開通，丸之内至此站之間成為複線鐵路。國府宮支線與清洲線部分區間合併成為名岐線。
- 1930年（昭和5年）9月5日 - （第一代）名古屋鐵道改名為名岐鐵道。
- 1935年（昭和10年）8月1日 - 名岐鐵道與愛知電氣鐵道合併，成為（第二代）名古屋鐵道車站。
- 1941年（昭和16年）8月12日 - 枇杷島橋站至此站之間編入成為名岐線，此站成為了津島線的起點站。
- 1966年（昭和41年）2月10日 - 貨物營業廃止[3]。
- 1987年（昭和62年）
  - 7月 - 津島線、名古屋本線由按路線區別月台，改至現在的按方向區別月台，配線也作變更[4]。
- 1988年（昭和63年）
  - 4月1日 - 跨站式站房開始使用，橋上站外通道也啟用[5]。
  - 7月 - 6層高的車站大廈和停車場也開始使用[6]。
- 2000年（平成12年）9月11日 - 發生東海豪雨（日语：東海豪雨）。車站內與新川檢車區被水侵[7]。
- 2008年（平成20年）
  - 6月29日 - 隨著津島線內運行的特急班次廢止，兩線成為快速急行停車站（津島線所有列車）。
  - 12月27日 - 隨著津島線內運行的特急班次復活，此站成為津島線特急停車站（實際在2009年1月5日開始運行）。
- 2009年（平成21年）2月27日 - 連接月台的升降機開始使用。
- 2011年（平成23年）
  - 2月11日 - 車站可以使用「manaca」IC卡。
  - 3月26日 - 實施時間表修正，只有1班往岐阜的特急停站。
- 2012年（平成24年）2月29日 - 交通儲值卡「Trans Pass（日语：トランパス (交通プリペイドカード)）」的服務終止，此站也不可使用其儲值卡。

## 車站構造
車站為地面車站（跨站式站房），設有2面4線的島式月台。配線為按方向區別，單數月台編號連接津島線。此外，折返列車會先前往新川橋站的引上線隨後折返。
在2、3號月台北邊設有菱形道岔，在津島線列車從津島方向到達時，名古屋本線岐阜方向列車不可同時出發。
車站設有自動售票機、自動閘機、電梯和升降機。在月台上的月台顯示牌近年改用LED顯示。
上行列車中，名古屋本線使用4號月台，津島線使用3號月台，在月台上可運行跨月台轉乘。但是由於配線問題，在同一路線上不可列車待避，待避車站改為二杁站或新清洲站。
| 月台 | 路線       | 方向 | 目的地                 | 備註               |
| ---- | ---------- | ---- | ---------------------- | ------------------ |
| 1    | 津島線     | -    | 津島方向               |                    |
| 2    | 名古屋本線 | 下行 | 名鐵一宮、名鐵岐阜方向 |                    |
| 3    | 名古屋本線 | 上行 | 名鐵名古屋、金山方向   | 從津島線的直通班次 |
| 4    | 名古屋本線 | 上行 | 名鐵名古屋、金山方向   | 從岐阜方向的班次   |

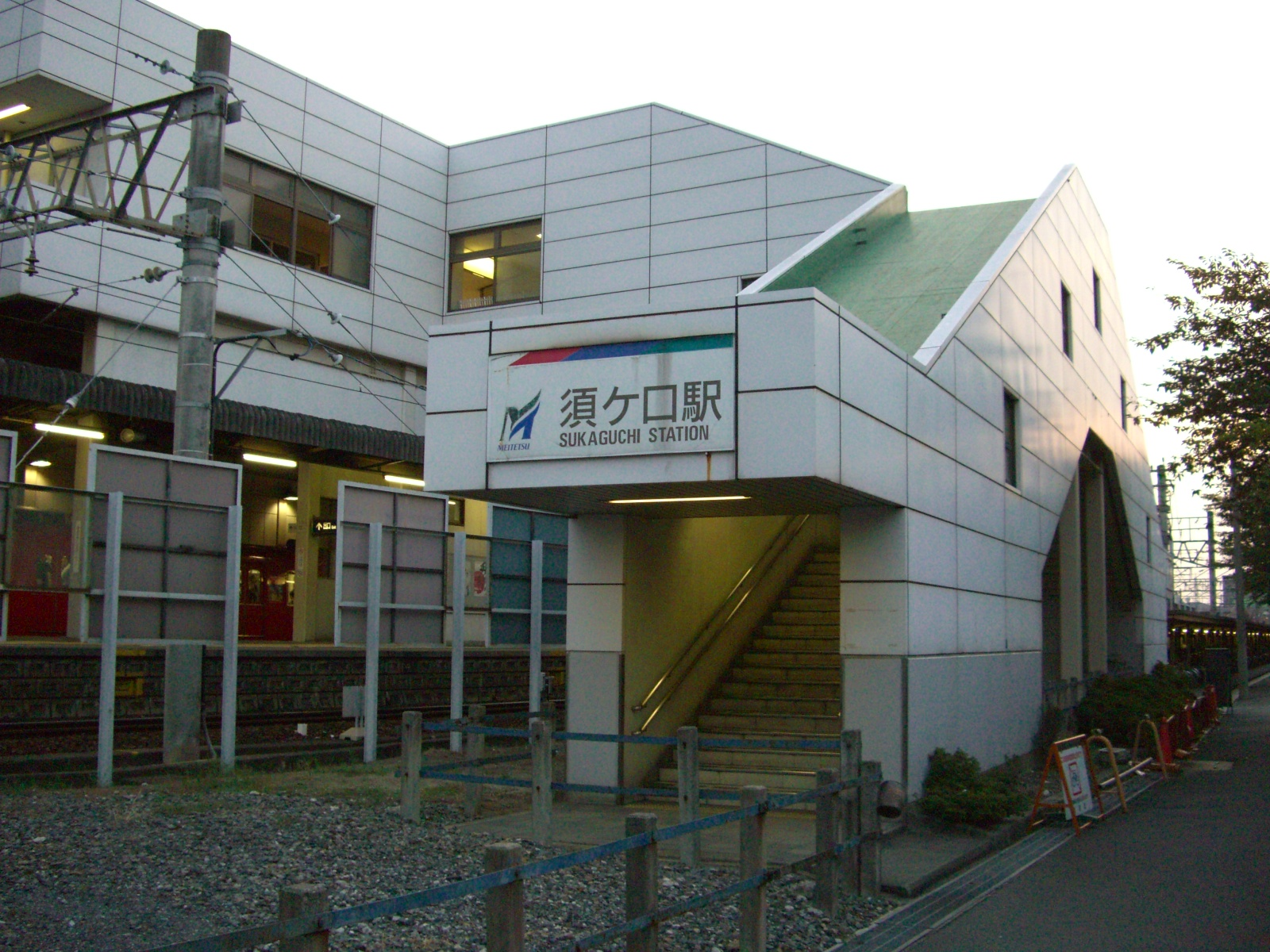
北出口
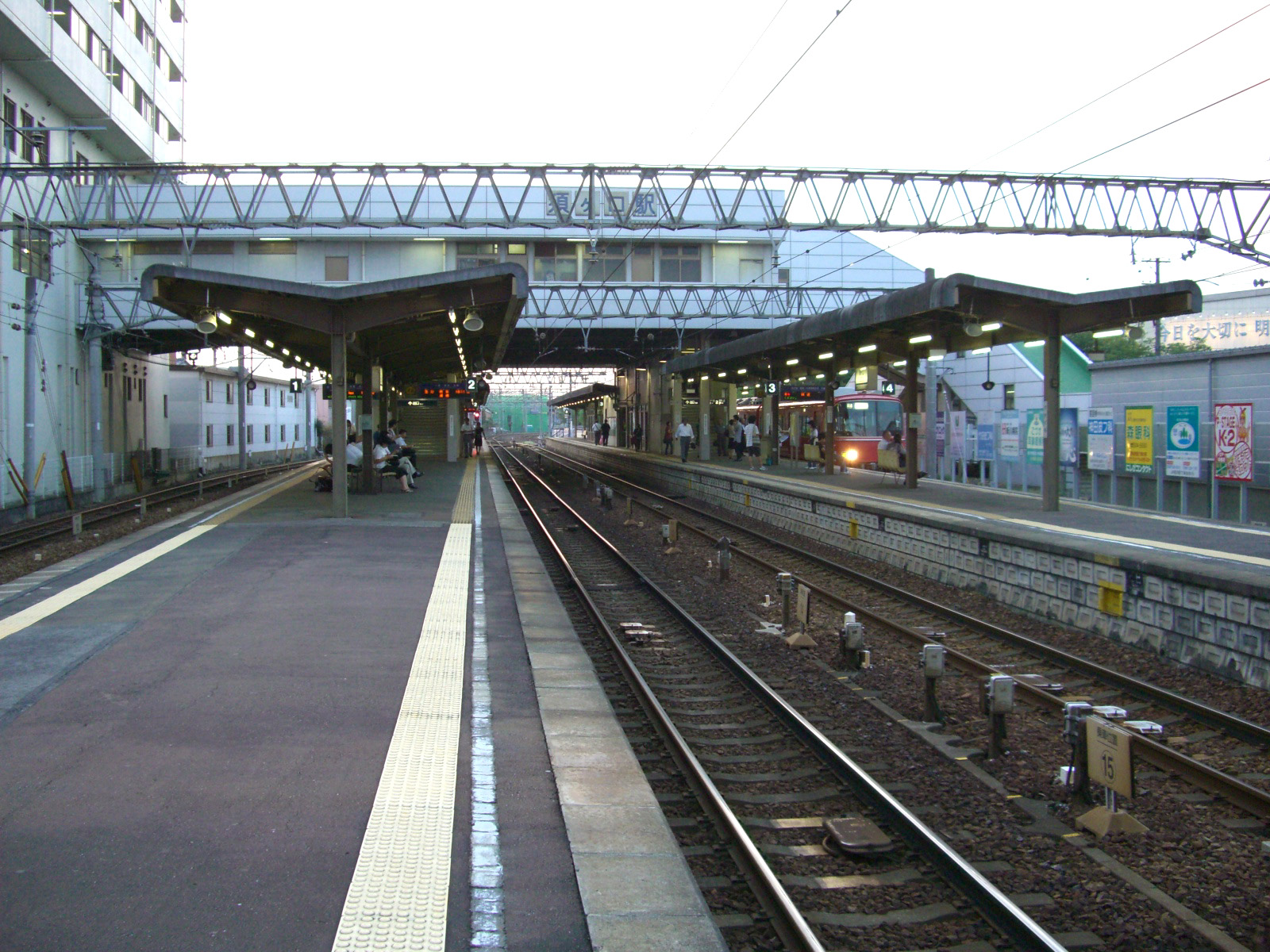
月台（無障礙化前）
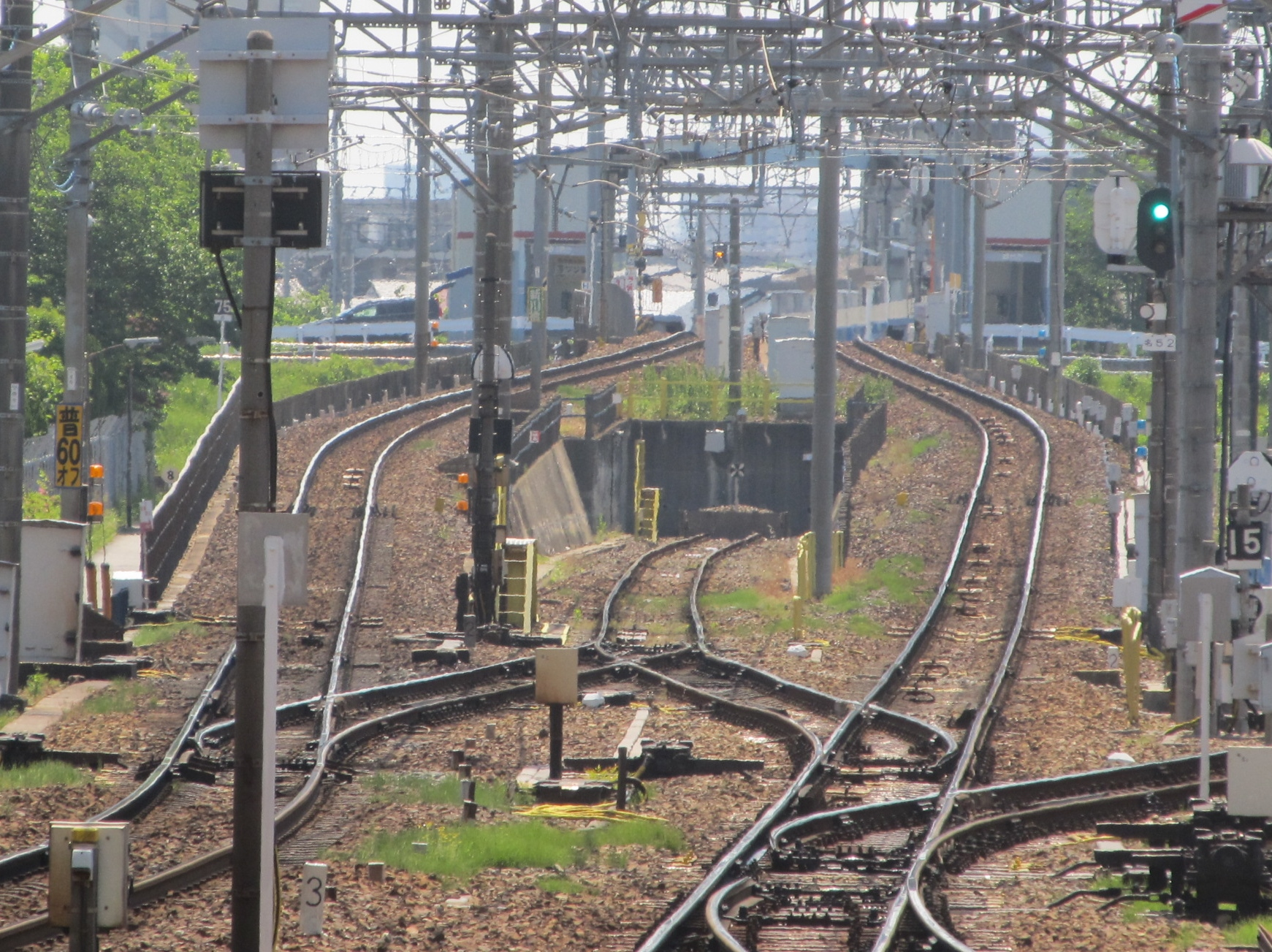
引上線

## 站內配線變遷
| ← 枇杷島橋、 押切町方向                                            | 1920年 | → 新津島方向 → 清洲方向 |
| 图例 参考文献： 名古屋電氣鐵道時代。清洲方向清洲線與津島線為直線。 |        |                         |

|                                                          | ↑ 津島方向 |              |
| ← 新名古屋方向                                           | 1957年     | → 新岐阜方向 |
| 图例 参考文献： 路線區別配線時代。在歷史上津島線為直線。 |            |              |

|                                        | ↑ 津島方向 |            |
| ← 名古屋方向                           | 2009年     | → 岐阜方向 |
| 图例 参考文献：、 現時為方向區別配線。 |            |            |

## 停站列車及時間表
此站為快速急行、急行・準急停車站。基本上特急會通過此站。但是在平日設有部分特急在此特別停車。
停站的特急列車
- 往津島方向（黃昏通勤時間，從內海往佐屋4班列車）
- 以此站為終點站（來自名古屋方向的列車，分別於早上7時58分從豐橋出發，早上7時43分從西尾出發，早上6時42分從河和出發）
- 1班往岐阜的列車特別停車（從豐橋於早上8時32分）

在2007年6月時間表修正起，於平日設有以此站為終點站的部分特別車特急。
普通列車
從一宮、岐阜方向的普通列車中，幾乎所有班次在此站折返。另一方面，從名古屋方向的普通列車會直通至津島線。在津島線中，約半數普通列車會直通至名古屋方向，其餘則在此站折返。使此站至東枇杷島之間的普通列車中，在日間毎小時2班。

## 使用狀況
- 在中提及在2013年度，當時1日平均上下車人次為7,684人，為名鐵所有車站（275站）排名第53，名古屋本線（60站）中排名第20（僅高於新清洲站和美合站），津島線（8站）中排名第3（值次於津島站和甚目寺站）[1]。
- 在中提及在1992年度，當時1日平均上下車人次為11,635人，為除岐阜市內線均一車費區間內各站（岐阜市內線、田神線、美濃町線徹明町站至琴塚站之間）外名鐵所有車站（342站）中排名第34，名古屋本線（61站）排名第16，津島線（8站）中排名第2[13]。
- 在中提及在1981年度，當時1日平均上下車人次為12,053人，為名鐵所有車站中排名第31[14]。

## 車站周邊
車站附近設有清須城的外護城河，車站名稱「須ヶ口」的由來是『清須之入口』的意思。
巴士服務中，設有「清須明日巴士」的須口站巴士站，「綠色路線」每日設有5往返班次。
- 名古屋鐵道 犬山檢査場（日语：犬山検査場）新川檢車分區（日语：犬山検査場新川検車支区）（鐵路車廠）
- 豐和工業 : 設有引込線（專用鐵路）。此外，該線廢止後，只剩下架空電纜柱。
- 清須市政廳（舊 新川町政廳）
- 美濃街道（日语：美濃路）（愛知縣道126號給父西枇杷島線（日语：愛知県道126号給父西枇杷島線））

## 相鄰車站
名古屋鐵道
 名古屋本線
□μ-SKY、□快速特急、■特急
通過
■特急（只限1班班次往岐阜）
名鐵名古屋（NH36）－須口（NH42）－國府宮（NH47）
□快速急行
名鐵名古屋（NH36）－須口（NH42）－新清洲（NH44）
■急行
榮生（NH37）－（部分加停二杁（NH40））－須口（NH42）－新清洲（NH44）
■準急
二杁（NH40）－須口（NH42）－新清洲（NH44）
■普通
新川橋（NH41）－須口（NH42）－丸之內（NH42）
 津島線
■特急、■急行、■準急、■普通
（名鐵名古屋方向－）須口（NH42）－甚目寺（TB01）

## 注腳
1. 1 2  名鐵120年史編纂委員會事務局（編）. . 名古屋鐵道. 2014: 160–162.
2. ↑  澤田幸雄 「名鉄の駅，構内設備の思い出」（『電氣車研究會 No.816　2009年3月號臨時特刊』鐵道畫刊，2009年）pp.146-147
3. ↑  名古屋鐵道廣報宣傳部（編）. . 名古屋鐵道. 1994: 1018.
4. ↑  澤田幸雄 「名鉄の駅，構内設備の思い出」（『鐵道畫刊 No.816　2009年3月號臨時增刊』電氣車研究會，2009年）p.147
5. ↑  名古屋鐵道廣報宣傳部（編）. . 名古屋鐵道. 1994: 1064.
6. ↑  名古屋鐵道廣報宣傳部（編）. . 名古屋鐵道. 1994: 1022.
7. ↑  . 名古屋鐵道（名鐵資料館：特別展示室）.   [2015-06-16]. （原始内容存档于2015-01-04）.
8. 1 2 3  駅時刻表：名古屋鉄道・名鉄バス （页面存档备份，存于），2019年3月24日參閲
9. ↑  卷頭彩色頁「津島線 須ケ口停車場平面図（大正9年10月，名鐵資料館收藏）」（清須市新川町史編委員會『新川町史 通史編』，清須市，2008年）
10. ↑  澤田幸雄 「名鉄の駅，構内設備の思い出」（『鐵道畫刊 No.816　2009年3月號臨時特刊』電氣車研究會，2009年）p.146
11. ↑  電氣車研究會，『鐵道畫刊』通卷第816號 2009年3月 臨時特刊号 「特集 - 名古屋鉄道」，卷末收錄「名古屋鐵道 配線略圖」
12. ↑  川島令三，『東海道ライン 全線・全駅・全配線 第5巻 名古屋駅 - 米原エリア』，14頁，講談社，2009年7月，ISBN 978-4062700153
13. ↑  名古屋鐵道廣報宣傳部（編）. . 名古屋鐵道. 1994: 651–653.
14. ↑  名古屋鐵道（編集）. . 名古屋鐵道. 1983: 36.
15. ↑  尾藤卓男. . 東海地名學研究所. 1982: 35.
16. ↑  清須明日巴士 時間表（表面PDF、背面PDF） - 清須市（截至2012年7月7日，2013年11月10日參閲）

## 外部連結
- 須口 - 名古屋鐵道